# كاترين كينغ
كاترين كينغ (بالإنجليزية: Catherine King)‏ هي مقدمة برامج إذاعية أسترالية، ولدت في 20 ديسمبر 1904 في Surrey Hills, Victoria ‏ في أستراليا، وتوفيت في 2 يناير 2000 في Mosman Park, Western Australia ‏ في أستراليا.